# نادژدینو (شهرستان آئورگازینسکی، باشقیرستان)
نادژدینو (به لاتین: Nadezhdino) یک منطقهٔ مسکونی در روسیه است که در باشقیرستان واقع شده‌است.